# Inna Zelentsova
Inna Zelentsova (en russe : Инна Зеленцова, morte en 2000) est une ingénieure du son soviétique.

## Biographie
Inna Zelentsova a été la femme du directeur de la photographie Vadim Ioussov.

## Filmographie
- 1962 : L'Enfance d'Ivan (Иваново детство) d'Andreï Tarkovski
- 1966 : Andreï Roublev (Андрей Рублев) d'Andreï Tarkovski
- 1967 : Noces d'automne (Осенние свадьбы) de Boris Yachine
- 1969 : Ne sois pas triste (Не горюй!) de Gueorgui Danielia
- 1974 : La Romance des amoureux (Романс о влюбленных) d'Andreï Kontchalovski
- 1987 : Sans soleil (Без солнца) de Youli Karassik